# Giuseppe Archinto
Giuseppe Archinto (né le 7 mai 1651 à Milan, en Lombardie, alors capitale du duché de Milan et mort dans la même ville le 9 avril 1712) est un cardinal italien de la fin du XVIIe et du début du XVIIIe siècle.

## Biographie
Giuseppe Archinto exerce diverses fonctions au sein de la Curie romaine. Il est nommé archevêque titulaire de Thessalonique (de) en 1686 et est envoyé comme nonce apostolique dans le grand-duché de Toscane (en) (1688), dans la république de Venise (1689) et en Espagne (1696).
En 1699, il est nommé archevêque de Milan. Le pape Innocent XII le crée cardinal lors du consistoire du 14 novembre 1699. Il participe au conclave de 1700, lors duquel Clément XI est élu, mais il fut contraint de quitter le conclave pour des raisons de santé. Il est le grand-oncle et arrière-grand-oncle des cardinaux Alberico Archinto et Giovanni Archinto.  

## Succession apostolique
Giuseppe Archinto a ordonné les évêques suivants :
- Évêque Pedro de los Reyes Ríos de la Madrid (es), O.S.B. (1699)
- Évêque Baltasar de Mendoza y Sandoval (es) (1699)
- Archevêque Antoni Folch de Cardona (es), O.F.M. (1700)
- Archevêque Girolamo Archinto (it) (1711)
- Cardinal Giberto Bartolomeo Borromeo (1711)